# Fulco IV van Anjou
Fulco IV van Anjou, bijgenaamd de Norse (Anjou, 1043 - Angers, 4 april 1109) was de tweede (en jongste) zoon van Ermengarde van Anjou en Godfried II van Gâtinais.
Fulco en zijn broer Godfried waren erfgenamen van hun oom Godfried II van Anjou, die beiden in 1060 tot ridder sloeg. Godfried II overleed korte tijd later, Fulco nam het bestuur over Saintonge op zich en zijn broer Godfried kreeg het graafschap Anjou. De broers wisten in 1062 een aanval van Aquitanië af te slaan. Daarna streden ze onderling om de macht. Fulco wist Godfried in 1067 te verslaan maar moest hem onder druk van de kerk vrijlaten. In 1068 nam hij hem opnieuw gevangen, nu definitief. Door deze strijd gingen Saintogne en Gâtinais verloren, Fulco was alleen nog heer over Anjou en over Tours.
Het bestuur van Fulco concentreerde zich verder op het handhaven van zijn gezag over de lagere adel, en op het conflict over de macht in Maine (provincie) met Normandië. Fulco moest toestaan dat zijn vazallen steeds meer macht verwierven en zelfs kastelen bouwden zonder zijn toestemming. In Maine wist hij echter, met hulp van Bretagne, te bereiken dat een graaf werd geïnstalleerd die hem gunstig gezind was. In 1096 gaf hij opdracht om een geschiedenis van Anjou te schrijven. Zijn zoon Godfried (IV) kwam in 1103 in opstand en dwong Fulco om de macht met hem te delen.
Fulco was gehuwd met:
1. Hildegarde de Beaugency (ovl. voor 1070), dochter van Lancelin II van Beaugency
  1. Ermengarde van Anjou (1067-1146), gehuwd (1089) met Willem IX van Aquitanië, gescheiden 1090, gehuwd met Alan IV van Bretagne
2. (ca. 1070) Ermengarde van Bourbon, dochter van Archimbald IV van Bourbon, verstoten 1075, hertrouwd met Willem van Jaligny
  1. Godfried (IV) (gesneuveld, Candé, 19 mei 1106) overleden voor zijn vader, verloofd met Eremburge van Maine
3. Orengarde de Châtellailon, dochter van Isambart van Châtellailon, verstoten 1080, werd een non
4. (Mantia) van Brienne, dochter van Wouter I van Brienne, verstoten 1087
5. Bertrada (1070-1117), dochter van Simon I van Montfort, gescheiden 1092 nadat ze in bigamie was gaan leven met Filips I van Frankrijk.
  1. Fulco V, de jonge, opvolger van zijn vader

## Voorouders
| Voorouders van Fulco IV van Anjou (1043-1109) | Voorouders van Fulco IV van Anjou (1043-1109)                           | Voorouders van Fulco IV van Anjou (1043-1109)                           | Voorouders van Fulco IV van Anjou (1043-1109)                           | Voorouders van Fulco IV van Anjou (1043-1109)                           | Voorouders van Fulco IV van Anjou (1043-1109)                                  | Voorouders van Fulco IV van Anjou (1043-1109)                                  | Voorouders van Fulco IV van Anjou (1043-1109)                                  | Voorouders van Fulco IV van Anjou (1043-1109)                                  |
| --------------------------------------------- | ----------------------------------------------------------------------- | ----------------------------------------------------------------------- | ----------------------------------------------------------------------- | ----------------------------------------------------------------------- | ------------------------------------------------------------------------------ | ------------------------------------------------------------------------------ | ------------------------------------------------------------------------------ | ------------------------------------------------------------------------------ |
| Overgrootouders                               | Fulco van Perche (950-1004) ∞ Melissende van Châteaudun (-)             | Fulco van Perche (950-1004) ∞ Melissende van Châteaudun (-)             | Alberik II van Mâcon (940-975) ∞ Ermentrudis van Roucy (959-1004)       | Alberik II van Mâcon (940-975) ∞ Ermentrudis van Roucy (959-1004)       | Godfried I van Anjou (938-987) ∞ Adelheid van Meaux (934 - 974)                | Godfried I van Anjou (938-987) ∞ Adelheid van Meaux (934 - 974)                | ? (-) ∞ ? (-)                                                                  | ? (-) ∞ ? (-)                                                                  |
| Grootouders                                   | Hugo van Perche (-) ∞ Beatrix van Mâcon (-)                             | Hugo van Perche (-) ∞ Beatrix van Mâcon (-)                             | Hugo van Perche (-) ∞ Beatrix van Mâcon (-)                             | Hugo van Perche (-) ∞ Beatrix van Mâcon (-)                             | Fulco III van Anjou (972-1040) ∞ Hildegarde van Haute-Lorraine van Sundgau (-) | Fulco III van Anjou (972-1040) ∞ Hildegarde van Haute-Lorraine van Sundgau (-) | Fulco III van Anjou (972-1040) ∞ Hildegarde van Haute-Lorraine van Sundgau (-) | Fulco III van Anjou (972-1040) ∞ Hildegarde van Haute-Lorraine van Sundgau (-) |
| Ouders                                        | Godfried II van Gâtinais (1028-1044) ∞ Ermengarde van Anjou (1018-1076) | Godfried II van Gâtinais (1028-1044) ∞ Ermengarde van Anjou (1018-1076) | Godfried II van Gâtinais (1028-1044) ∞ Ermengarde van Anjou (1018-1076) | Godfried II van Gâtinais (1028-1044) ∞ Ermengarde van Anjou (1018-1076) | Godfried II van Gâtinais (1028-1044) ∞ Ermengarde van Anjou (1018-1076)        | Godfried II van Gâtinais (1028-1044) ∞ Ermengarde van Anjou (1018-1076)        | Godfried II van Gâtinais (1028-1044) ∞ Ermengarde van Anjou (1018-1076)        | Godfried II van Gâtinais (1028-1044) ∞ Ermengarde van Anjou (1018-1076)        |

- Bibliothèque nationale de France: cb16622192p (data)
- Gemeinsame Normdatei: 102441782
- International Standard Name Identifier: 0000 0003 8207 9105
- Système universitaire de documentation: 080568335
- Virtual International Authority File: 264082739
- WorldCat: E39PBJymtpPMCRppw7BHBtFHYP